# Larrousse
Larrousse, originalmente Larrousse-Calmels, fue un equipo de automovilismo fundado en 1987 por Didier Calmels y el piloto retirado Gérard Larrousse. Tenía su base en Antony, a las afueras de París, y compitió en la Fórmula 1 desde 1987 hasta 1994.

## Historia
El primer vehículo del equipo, el LC87, fue encargado a la armadora Lola y basada en un diseño de F3000 de Eric Broadley y Ralph Bellamy, pero adaptado a las regulaciones de la Fórmula 1. La planta motriz era un motor DFZ V8 de Cosworth y fue pilotado por Philippe Alliot inicialmente, aunque a partir del Gran Premio de México de ese año, se construyó un segundo vehículo, pilotado por Yannick Dalmas.
La escudería Larrousse rara vez resultaba ser competitiva y por lo general frecuentaba los últimos lugares de la clasificación. No obstante, en esos años la Fórmula 1 contaba con 2 tipos de monoplazas, los equipados con motores turboalimentados y atmosféricos. Larrousse formaba parte en 1987 de los equipos con motor de aspiración natural o atmosférico que disputaron, solamente por esa temporada, los trofeos Jim Clark y Colin Chapman junto a Tyrrell, March, AGS y Coloni consiguiendo el 2.º lugar del trofeo Colin Chapman. Alliot fue tercero en el trofeo Jim Clark.
Para 1989, la escudería contrató a Lamborghini como motorista. Ese año abandonó el nombre Larrousse-Calmels tras un incidente en el cual Calmels fue arrestado por dispararle con un arma de fuego a su esposa Dominique durante una pelea doméstica el 28 de febrero de 1989 por la que pagó 2 de los 6 años de sentencia.

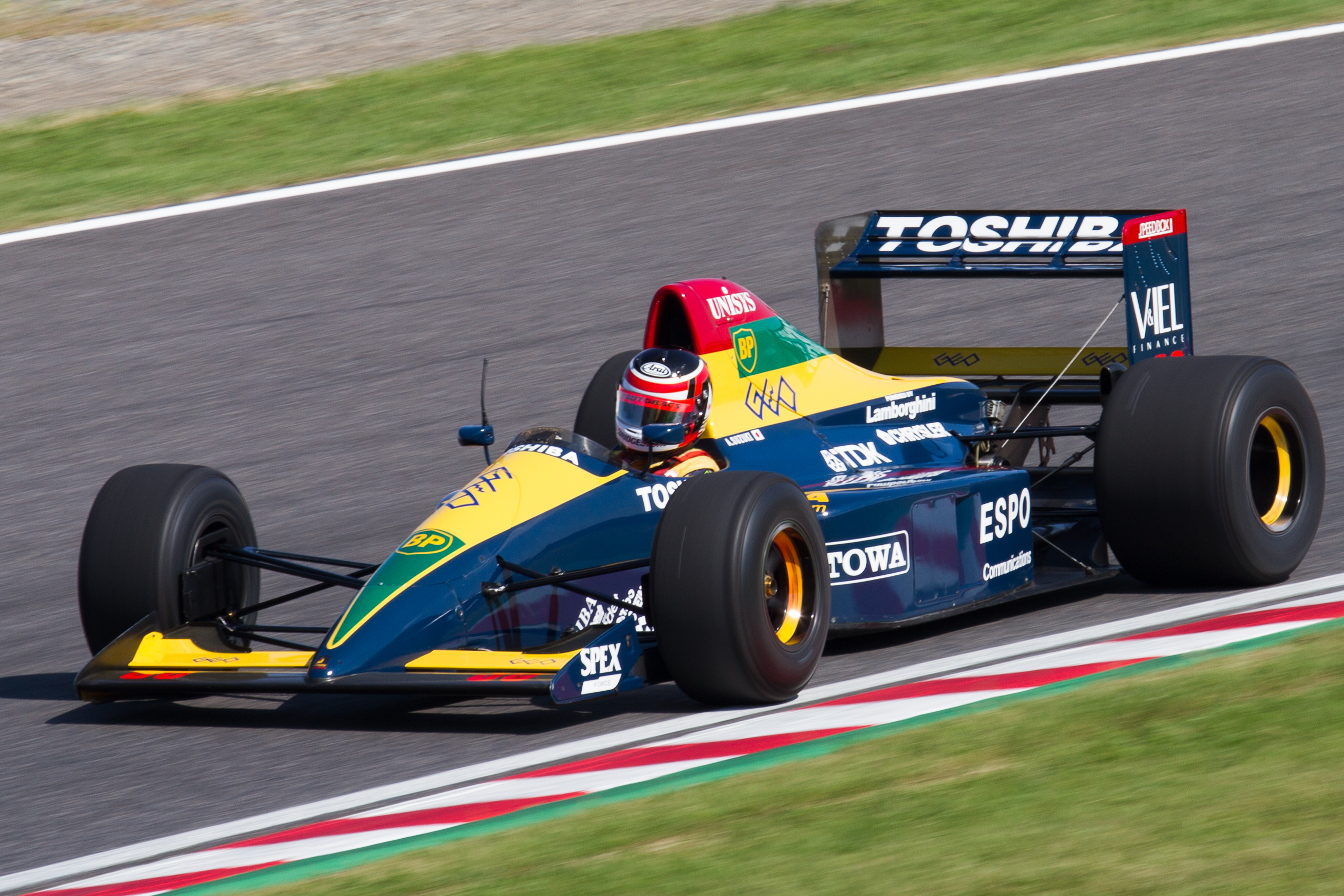
Lola LC90 de la temporada 1990 de Fórmula 1

La mejor temporada de Larrousse fue 1990. Durante la primera mitad de la temporada, Larrousse se vio obligado a precalificar debido a que solo anotó un punto en 1989. Sin embargo, ambos pilotos, Éric Bernard y Aguri Suzuki, largaron todas las carreras, incluso las posiciones clasificatorias dentro de los 10 primeros fueron frecuentes en la segunda mitad de temporada. Suzuki obtuvo un tercer puesto en el Gran Premio de Japón (el único podio del equipo) y dos sextos puestos, en tanto que Éric Bernard consiguió un cuarto lugar y dos sextos. Los 11 puntos obtenidos lo colocaron sexto en el campeonato de constructores.
La relación entre Lola y Larrousse se deterioró al final de la temporada 1991, ya que Lola nunca recibió el pago por los monoplazas de 1990 y 1991. Esto, más la pérdida de su patrocinador principal, afectó al equipo.
La compañía japonesa Central Park compró el equipo en 1992, el auto fue fabricado por Venturi Automobilies (dirigido por Robin Herb) y volvieron con los motores Lamborghini. La mejor carrera del equipo fue en Mónaco en donde Bertrand Gachot llegó sexto recibiendo un punto. El equipo fue vendido a finales de ese año.
Las temporadas 1993 y 1994 fueron complicadas para el equipo con los fondos cada vez más escasos, aunque lograron anotar puntos algunas veces, y para mantener a flote el equipo hubo que servirse de pilotos de pago como Toshio Suzuki, Hideki Noda y Jean-Denis Délétraz.
El equipo Larrousse se había inscrito para la temporada 1995, pero no pudo participar debido a que el monoplaza nunca se construyó al no encontrar apoyo económico. El equipo fue forzado a retirarse de la Fórmula 1.

## Resultados

### Fórmula 1
(Clave) (negrita indica pole position) (cursiva indica vuelta rápida)

| Año       | Chasis               | Motor                    | Neu. | N.º | Pilotos               | 1   | 2   | 3   | 4   | 5   | 6    | 7   | 8   | 9   | 10   | 11  | 12  | 13  | 14   | 15  | 16   | Puntos | Pos. |
| --------- | -------------------- | ------------------------ | ---- | --- | --------------------- | --- | --- | --- | --- | --- | ---- | --- | --- | --- | ---- | --- | --- | --- | ---- | --- | ---- | ------ | ---- |
| 1987      | Lola LC87            | Ford Cosworth DFZ 3.5 V8 | G    |     |                       | BRA | SMR | BEL | MON | USA | FRA  | GBR | GER | HUN | AUT  | ITA | POR | ESP | MEX  | JPN | AUS  | 3      | 9.º  |
| 1987      | Lola LC87            | Ford Cosworth DFZ 3.5 V8 | G    | 29  | Yannick Dalmas        |     |     |     |     |     |      |     |     |     |      |     |     |     | 9    | 14  | 5≠   | 3      | 9.º  |
| 1987      | Lola LC87            | Ford Cosworth DFZ 3.5 V8 | G    | 30  | Philippe Alliot       |     | 10  | 8   | Ret | Ret | Ret  | Ret | 6   | Ret | 12   | Ret | Ret | 6   | 6    | Ret | Ret  | 3      | 9.º  |
| 1988      | Lola LC88            | Ford Cosworth DFZ 3.5 V8 | G    |     |                       | BRA | SMR | MON | MEX | CAN | USA  | FRA | GBR | GER | HUN  | BEL | ITA | POR | ESP  | JPN | AUS  | 0      | NC   |
| 1988      | Lola LC88            | Ford Cosworth DFZ 3.5 V8 | G    | 29  | Yannick Dalmas        | Ret | 12  | 7   | 9   | DNQ | 7    | 13  | 13  | 19  | 9    | Ret | Ret | Ret | 11   |     |      | 0      | NC   |
| 1988      | Lola LC88            | Ford Cosworth DFZ 3.5 V8 | G    | 29  | Aguri Suzuki          |     |     |     |     |     |      |     |     |     |      |     |     |     |      | 16  |      | 0      | NC   |
| 1988      | Lola LC88            | Ford Cosworth DFZ 3.5 V8 | G    | 29  | Pierre-Henri Raphanel |     |     |     |     |     |      |     |     |     |      |     |     |     |      |     | DNQ  | 0      | NC   |
| 1988      | Lola LC88            | Ford Cosworth DFZ 3.5 V8 | G    | 30  | Philippe Alliot       | Ret | 17  | Ret | Ret | 10  | Ret  | Ret | 14  | Ret | 12   | 9   | Ret | Ret | 14   | 9   | 10   | 0      | NC   |
| 1989      | Lola LC88B Lola LC89 | Lamborghini 3512 3.5 V12 | G    |     |                       | BRA | SMR | MON | MEX | USA | CAN  | FRA | GBR | GER | HUN  | BEL | ITA | POR | ESP  | JPN | AUS  | 1      | 15.º |
| 1989      | Lola LC88B Lola LC89 | Lamborghini 3512 3.5 V12 | G    | 29  | Yannick Dalmas        | DNQ | Ret | DNQ | DNQ | DNQ | DNQ  |     |     |     |      |     |     |     |      |     |      | 1      | 15.º |
| 1989      | Lola LC88B Lola LC89 | Lamborghini 3512 3.5 V12 | G    | 29  | Éric Bernard          |     |     |     |     |     |      | 11  | Ret |     |      |     |     |     |      |     |      | 1      | 15.º |
| 1989      | Lola LC88B Lola LC89 | Lamborghini 3512 3.5 V12 | G    | 29  | Michele Alboreto      |     |     |     |     |     |      |     |     | Ret | Ret  | Ret | Ret | 11  | DNPQ | DNQ | DNPQ | 1      | 15.º |
| 1989      | Lola LC88B Lola LC89 | Lamborghini 3512 3.5 V12 | G    | 30  | Philippe Alliot       | 12  | Ret | Ret | Ret | Ret | Ret  | Ret | Ret | Ret | DNPQ | 16  | Ret | 9   | 6    | Ret | Ret  | 1      | 15.º |
| 1990      | Lola LC89B Lola LC90 | Lamborghini 3512 3.5 V12 | G    |     |                       | USA | BRA | SMR | MON | CAN | MEX  | FRA | GBR | GER | HUN  | BEL | ITA | POR | ESP  | JPN | AUS  | 11     | 6.º  |
| 1990      | Lola LC89B Lola LC90 | Lamborghini 3512 3.5 V12 | G    | 29  | Éric Bernard          | 8   | Ret | 13  | 6   | 9   | Ret  | 8   | 4   | Ret | 6    | 9   | Ret | Ret | Ret  | Ret | Ret  | 11     | 6.º  |
| 1990      | Lola LC89B Lola LC90 | Lamborghini 3512 3.5 V12 | G    | 30  | Aguri Suzuki          | Ret | Ret | Ret | Ret | 12  | Ret  | 7   | 6   | Ret | Ret  | Ret | Ret | 14  | 6    | 3   | Ret  | 11     | 6.º  |
| 1991      | Lola LC91            | Ford Cosworth DFR 3.5 V8 | G    |     |                       | USA | BRA | SMR | MON | CAN | MEX  | FRA | GBR | GER | HUN  | BEL | ITA | POR | ESP  | JPN | AUS  | 2      | 11.º |
| 1991      | Lola LC91            | Ford Cosworth DFR 3.5 V8 | G    | 29  | Éric Bernard          | Ret | Ret | Ret | 9   | Ret | 6    | Ret | Ret | Ret | Ret  | Ret | Ret | DNQ | Ret  | DNQ |      | 2      | 11.º |
| 1991      | Lola LC91            | Ford Cosworth DFR 3.5 V8 | G    | 29  | Bertrand Gachot       |     |     |     |     |     |      |     |     |     |      |     |     |     |      |     | DNQ  | 2      | 11.º |
| 1991      | Lola LC91            | Ford Cosworth DFR 3.5 V8 | G    | 39  | Aguri Suzuki          | 6   | Ret | Ret | Ret | Ret | Ret  | Ret | Ret | Ret | Ret  | DNQ | DNQ | Ret | DNQ  | Ret | DNQ  | 2      | 11.º |
| Venturi   |                      |                          |      |     |                       |     |     |     |     |     |      |     |     |     |      |     |     |     |      |     |      |        |      |
| 1992      | LC92                 | Lamborghini 3512 3.5 V12 | G    |     |                       | RSA | MEX | BRA | ESP | SMR | MON  | CAN | FRA | GBR | GER  | HUN | BEL | ITA | POR  | JPN | AUS  | 1      | 11.º |
| 1992      | LC92                 | Lamborghini 3512 3.5 V12 | G    | 29  | Bertrand Gachot       | Ret | 11  | Ret | Ret | Ret | 6    | DSQ | Ret | Ret | 14   | Ret | 18  | Ret | Ret  | Ret | Ret  | 1      | 11.º |
| 1992      | LC92                 | Lamborghini 3512 3.5 V12 | G    | 30  | Ukyō Katayama         | 12  | 12  | 9   | DNQ | Ret | DNPQ | Ret | Ret | Ret | Ret  | Ret | 17  | 9   | Ret  | 11  | Ret  | 1      | 11.º |
| Larrousse |                      |                          |      |     |                       |     |     |     |     |     |      |     |     |     |      |     |     |     |      |     |      |        |      |
| 1993      | LH93                 | Lamborghini 3512 3.5 V12 | G    |     |                       | RSA | BRA | EUR | SMR | ESP | MON  | CAN | FRA | GBR | GER  | HUN | BEL | ITA | POR  | JPN | AUS  | 3      | 10.º |
| 1993      | LH93                 | Lamborghini 3512 3.5 V12 | G    | 19  | Philippe Alliot       | Ret | 7   | Ret | 5   | Ret | 12   | Ret | 9   | 11  | 12   | 8   | 12  | 9   | 10   |     |      | 3      | 10.º |
| 1993      | LH93                 | Lamborghini 3512 3.5 V12 | G    | 19  | Toshio Suzuki         |     |     |     |     |     |      |     |     |     |      |     |     |     |      | 12  | 14   | 3      | 10.º |
| 1993      | LH93                 | Lamborghini 3512 3.5 V12 | G    | 20  | Érik Comas            | Ret | 10  | 9   | Ret | 9   | Ret  | 8   | 16  | Ret | Ret  | Ret | Ret | 6   | 11   | Ret | 12   | 3      | 10.º |
| 1994      | LH94                 | Ford HBF7/8 3.5 V8       | G    |     |                       | BRA | PAC | SMR | MON | ESP | CAN  | FRA | GBR | GER | HUN  | BEL | ITA | POR | EUR  | JPN | AUS  | 2      | 11.º |
| 1994      | LH94                 | Ford HBF7/8 3.5 V8       | G    | 19  | Olivier Beretta       | Ret | Ret | Ret | 8   | DNS | Ret  | Ret | 14  | 7   | 9    |     |     |     |      |     |      | 2      | 11.º |
| 1994      | LH94                 | Ford HBF7/8 3.5 V8       | G    | 19  | Philippe Alliot       |     |     |     |     |     |      |     |     |     |      | Ret |     |     |      |     |      | 2      | 11.º |
| 1994      | LH94                 | Ford HBF7/8 3.5 V8       | G    | 19  | Yannick Dalmas        |     |     |     |     |     |      |     |     |     |      |     | Ret | 14  |      |     |      | 2      | 11.º |
| 1994      | LH94                 | Ford HBF7/8 3.5 V8       | G    | 19  | Hideki Noda           |     |     |     |     |     |      |     |     |     |      |     |     |     | Ret  | Ret | Ret  | 2      | 11.º |
| 1994      | LH94                 | Ford HBF7/8 3.5 V8       | G    | 20  | Érik Comas            | 9   | 6   | Ret | 10  | Ret | Ret  | 11  | Ret | 6   | 8    | Ret | 8   | Ret | Ret  | 9   |      | 2      | 11.º |
| 1994      | LH94                 | Ford HBF7/8 3.5 V8       | G    | 20  | Jean-Denis Délétraz   |     |     |     |     |     |      |     |     |     |      |     |     |     |      |     | Ret  | 2      | 11.º |
| Fuentes:  |                      |                          |      |     |                       |     |     |     |     |     |      |     |     |     |      |     |     |     |      |     |      |        |      |